# Grga Novak
Grga Novak (Hvar, 2. travnja 1888. – Zagreb, 7. rujna 1978.), hrvatski povjesničar i arheolog.

## Životopis
Povijest, arheologiju i geografske znanosti studirao je u Zagrebu, Pragu i Beču. Bio je profesor povijesti starog vijeka na Filozofskom fakultetu u Zagrebu, te predsjednik JAZU od 1958. do 1978. godine.
U središtu Novakova zanimanja je Dalmacija, čiju političku, kulturnu i gospodarsku povijest obrađuje u nizu znanstvenih dijela. Istraživao je Grapčevu špilju, uvalu Pokrivenik (špilja Badanj) i Markovu špilju na Hvaru, Vela spila na Korčuli, te antičke lokalitete, a posebice se bavio grčkom kolonizacijom jadranskih otoka i obale. Ova sustavna arheološka iskapanja otkrila su dotad nepoznatu neolitsku kulturu hrvatskoga jadranskog pojasa.

## Radovi
- Novak, Grga. 1977. Mletačka uputstva i izvještaji. Dio VIII. Od 1672 do 1680. Monumenta spectantia historiam Slavorum Meridionalium, vol.51. JAZU. Zagreb.
- Novak, Grga. 1972. Mletačka uputstva i izvještaji. Dio VII. Od 1621 do 1671. Monumenta spectantia historiam Slavorum Meridionalium, vol.50. JAZU. Zagreb.
- Novak, Grga. 1972. Povijest Dubrovnika (hrvatski i francuski). JAZU. Zagreb.
- Novak, Grga. 1970. Mletačka uputstva i izvještaji. Dio VI. Od 1588 do 1620. Monumenta spectantia historiam Slavorum Meridionalium, vol.49. JAZU. Zagreb.
- Novak, Grga. 1967. Egipat. Prethistorija-Faraoni-Osvajači-Kultura. JAZU. Zagreb.
- Novak, Grga. 1966. Mletačka uputstva i izvještaji. Dio V. Od 1591 do 1600. Monumenta spectantia historiam Slavorum Meridionalium, vol.48. JAZU. Zagreb.
- Novak, Grga. 1978. [1965] Povijest Splita. Knjiga 3. (Od 1797 do 1882). Čakavski sabor. Split.  CS1 održavanje: nepreporučeni parametar - origyear (pomoć)
- Novak, Grga. 1978. [1961] Povijest Splita. Knjiga 2. (Od 1420 do 1797). Čakavski sabor. Split.  CS1 održavanje: nepreporučeni parametar - origyear (pomoć)
- Novak, Grga. 1964. Mletačka uputstva i izvještaji. Dio IV. Od 1572 do 1590. Monumenta spectantia historiam Slavorum Meridionalium, vol.47. JAZU. Zagreb.
- Novak, Grga. 1961. Jadransko more u sukobima i borbama kroz stoljeća. Vojnoizdavački zavod JNA Vojno Delo. Beograd.
- Novak, Grga. 1961. Vis. Od VI. st prije nove ere do 1941.godine. JAZU. Zagreb.
- Novak, Grga. 1978. [1957] Povijest Splita. Knjiga 1. (Od prethistorijskog vremena to 1420). Čakavski sabor. Split.  CS1 održavanje: nepreporučeni parametar - origyear (pomoć)
- Novak, Grga. 1955. Prethistorijski Hvar. Grapčeva špilja. JAZU. Zagreb.
- Novak, Grga. 2004. [1944] Prošlost Dalmacije. Knjiga 2. Od Kandijskog rata do Rapalskog ugovora. Slobodna Dalmacija i Marjan Tisak. Split.  CS1 održavanje: nepreporučeni parametar - origyear (pomoć)
- Novak, Grga. 2004. [1944] Prošlost Dalmacije. Knjiga 1. Od najstarijih vremena do Kandijskog rata. Slobodna Dalmacija i Marjan Tisak. Split.  CS1 održavanje: nepreporučeni parametar - origyear (pomoć)
- Novak, Grga. 1932. [1928] Razvitak moći plovidbe na Jadranu. Mjesni odbor II. Jadranske straže. Zagreb.  CS1 održavanje: nepreporučeni parametar - origyear (pomoć)
- Novak, Grga. 1972. [1924] Hvar kroz stoljeća. Historijski Arhiv - Hvar. I. Narodni Odbor Općine Hvar CS1 održavanje: nepreporučeni parametar - origyear (pomoć)

## Poveznice
- Vela spila

## Vanjske poveznice
- Novak, Grga Hrvatska enciklopedija
- Vjekoslav Maštrović, Bibliografija radova Grge Novaka, Radovi Instituta Jugoslavenske akademije znanosti i umjetnosti u Zadru 6-7/1960.